# Raffaele Marchesi
Don Raffaele Marchesi (Magione, 25 febbraio 1810 – Firenze, 8 luglio 1871) è stato un presbitero, insegnante, scrittore ed educatore italiano.
Fu un sacerdote impegnato nella costituzione delle scuole notturne, destinate all'emancipazione sociale delle classi popolari perugine dell'Ottocento.

Grazie alla sua attività di insegnante, Marchesi comprese le gravi difficoltà sociali e culturali delle classi popolari e tentò di conciliare il cattolicesimo con l'ideale liberale di emancipazione sociale attraverso l'istruzione.

La sua azione educativa ebbe come tema centrale l'idea di un'istruzione rivolta a tutti, con lo scopo di formare uomini liberi e membri attivi della società.

## Biografia
Raffaele Marchesi nasce a Magione, in provincia di Perugia, nel 1810 da una famiglia di umili origini.
I suoi genitori, Vincenzo Marchesi e Marianna Marioni, si dedicavano alla cura della terra e del bestiame nella campagna circostante.
La prima istruzione gli viene impartita dal parroco di Magione don Giuseppe Petroni, che si adopera per farlo entrare nel Seminario di Perugia, dove viene ammesso all'età di dodici anni.
Tra il 1831 e il 1832 Marchesi approfondisce la sua formazione iscrivendosi, come studente, presso l'Università pontificia di Perugia.
Il 1 giugno 1833 viene ordinato diacono e il 21 settembre dello stesso anno riceve la consacrazione presbiteriale per mano del vescovo Carlo Filesio Cittadini. 
Il Marchesi, diventato sacerdote all'età di ventitré anni, fu nominato con dispensa «super defectu canonicae aetatis». Tale permesso permane per soli cinque mesi, fino al compimento dei ventiquattro anni.
Nel novembre del 1833 il vescovo Cittadini gli affida il compito di insegnare arte retorica presso il seminario. 
Marchesi inizia il lavoro di docente, dedicandosi alla realizzazione di una riforma dell'insegnamento per le discipline letterarie. 
In linea con le idee di altri ecclesiastici italiani a lui contemporanei, tenta di conciliare l'istruzione ecclesiastica tradizionale con le moderne correnti di pensiero letterario.
Nel 1839 a causa delle sue posizioni liberali, dei suoi metodi e dei contenuti da lui trattati nella formazione degli ecclesiastici, viene sollevato dall'incarico.

Lasciato il ruolo di docente si dedica allo studio delle opere di Marco Tullio Cicerone e intraprende una collaborazione con la rivista culturale Giornale scientifico letterario di Perugia, diventandone co-direttore.
Con una delibera del consiglio comunale del 17 gennaio 1843 è reintegrato come insegnante e gli viene assegnata la docenza per la cattedra di Lettere nel locale Ginnasio.
Nel suo progetto di riforma introduce l'insegnamento di storia e geografia. Inoltre, l'abate opera una differenziazione nell'istruzione: da una parte volta verso un orientamento universitario, dall'altra indirizzata al mondo dei mestieri.
Il 16 gennaio 1846 è incaricato del ruolo di bibliotecario presso la Pontificia Università degli Studi di Perugia. 
In questo periodo, inizia ad interessarsi all'istruzione delle classi sociali meno abbienti, istituendo a Perugia le scuole notturne sul modello di quelle romane.
Le prime vengono aperte, tra il 1846 e il 1848, nei quattro rioni cittadini di Porta Sant'Angelo, Porta di Santa Susanna, Porta Sole e Porta San Pietro.
A due anni dalla costituzione il governo pontificio ne impedisce la prosecuzione.
Nell'agosto del 1848 nasce il Circolo Popolare di Perugia, luogo d'incontro di orientamento politico liberale, mazziniano e repubblicano.
Spinto dai suoi ideali patriottici, Marchesi aderisce al Circolo ricoprendo la carica di presidente della prima commissione. Nello stesso anno si arruola nelle milizie italiane come cappellano, partecipando attivamente alla Prima guerra d'indipendenza contro l'Austria.
Con la restaurazione del governo pontificio, papa Pio IX lo scomunica e lo destituisce dagli incarichi di insegnante e bibliotecario, a causa del suo impegno in favore della Repubblica Romana. 
Alcuni mesi dopo, per mezzo dell'intervento del vescovo Pecci, viene reintegrato nel ministero sacerdotale. Ritiratosi a vita privata, approfondisce gli studi umanistici pur mantenendo rapporti con gli esponenti dei circoli eruditi perugini.
Marchesi ricopre il ruolo di deputato ed esaminatore scolastico nel Comune di Magione nel 1850, occupandosi della stesura delle norme relative all’insegnamento e all’organizzazione delle scuole nella città.
Nel 1853 pubblica gli Studi sopra i libri della Repubblica di M. Tullio Cicerone, nel 1854 Il Cambio di Perugia: considerazioni storico-artistiche e nel 1856 Delle Orazioni scelte di M. Tullio Cicerone.
Durante la primavera del 1857 riceve l'incarico di curare le note illustrative dell’Album Monumentale del viaggio di Pio IX nella Provincia di Perugia. 
Due anni dopo riottiene la cattedra di Letteratura italiana e latina presso l’Ateneo perugino.
In seguito all'Unità d'Italia, si occupa della raccolta di poesie Eletta di camelie in cui vengono esaltati il Re e il Tricolore.
Con la riapertura delle scuole serali nel 1861, Marchesi ricopre il ruolo di direttore generale. 

Nel settembre dello stesso anno, ispirandosi al progetto educativo elaborato fin dal 1848, riuscì a concretizzare l’apertura del primo asilo di infanzia a Perugia, inaugura il primo asilo d'infanzia a Perugia, il Santa Croce, sostenendo e finanziando questo nuovo servizio.
Nel 1864 si impegna nell’istituzione di una società di mutuo soccorso fra gli insegnanti dell'Umbria con sede a Perugia, divenendone Presidente.
Durante l'epidemia di colera che colpisce Magione nel 1865, organizza una raccolta di fondi per portare aiuto alle famiglie colpite dall’epidemia.
La sua morte avviene l'8 luglio 1871, a causa di una grave malattia alla colonna vertebrale.
Come da lui richiesto, fu sepolto nel cimitero di Magione.

## Il pensiero
Nella figura di Marchesi si conciliano la missione sacerdotale, il ruolo di insegnante, di studioso e lo spirito patriottico. 

L’abate si occupò principalmente del ruolo svolto dall’istruzione seminariale nell’Ottocento e, in particolare, rivolse la sua attenzione all’educazione delle classi popolari della città di Perugia e del suo contado.
Prima da studente e poi da professore, Marchesi si scontra subito con l'organizzazione statica e tradizionale riservata all'istruzione in ambito seminariale.
I contenuti dell'insegnamento in seminario vertevano sullo studio del latino, del greco, della filosofia e della teologia. Molte discipline, tra le quali la storia, la geografia, l’insegnamento dei classici e della lingua italiana, erano bandite.
Inoltre, il metodo utilizzato dagli insegnanti era totalmente avulso dal contesto storico e culturale dell’epoca. 
In contrasto con questi metodi, l'abate magionese auspicava una vera e propria riforma letteraria dell’istruzione seminariale che doveva essere modernizzata. 
Ottenuta la cattedra di retorica, Marchesi si impegna in questo progetto, tentando di attuare una riforma dell'insegnamento delle discipline letterarie, con lo scopo di incoraggiare un confronto tra la tradizionale istruzione ecclesiastica e le correnti letterarie moderne. 
Questa iniziativa aveva trovato spazio anche in altre parti d’Italia, dove molti ecclesiastici avevano introdotto, pur tra mille difficoltà, un insegnamento più in linea con i tempi per la formazione del clero.
A causa delle sue idee liberali, l’esperienza di insegnante di Marchesi ha breve durata e, in seguito alla revoca dell’incarico, l’abate si dedica allo studio di Cicerone e collabora con il Giornale scientifico letterario di Perugia nel ruolo di co-direttore.
Archeologia, chimica, chirurgia e letteratura sono le tematiche principali della rivista, assieme all’elenco delle novità bibliografiche italiane.
Grazie a questa collaborazione, Marchesi viene a contatto con il pensiero di intellettuali e pedagogisti dell’epoca, in particolare Nicolò Tommaseo e Raffaello Lambruschini.
Quando, nel 1842, Marchesi ottiene una cattedra ginnasiale a Perugia, tenta nuovamente di concretizzare la sua riforma dell’istruzione. 

Nei suoi scritti di questo periodo viene sistematizzato il suo progetto, basato sull’importanza di educare al ragionamento e all’approfondimento e sull’abbandono dei programmi di studio tradizionali.
Dopo aver messo in pratica la sua riforma del Ginnasio, l’abate si rivolge all’istruzione popolare perugina. 
Durante l’insegnamento, comprende la grave arretratezza delle classi popolari e affida all’istruzione, intesa come progresso e sviluppo, il compito di elevare il popolo agli ideali patriottici di libertà ed emancipazione. 

Nella sua pedagogia del fare, Marchesi comprende l’importanza sociale di un’istruzione rivolta a tutti che ha il compito di formare uomini liberi e membri attivi della società.
Questa iniziativa, descritta nel 1848 ne L’educazione liberale, acquista anche una valenza politica, collegandosi agli altri tentativi italiani di istruzione popolare, volti a formare la nuova società nazionale post unitaria.
In contrasto con la Curia Romana e con i Gesuiti perugini, nel 1846, Marchesi apre le prime scuole notturne a Perugia, destinate ad accogliere le classi meno abbienti della società, ispirandosi al pensiero del protestante Robert Owen.

## Le opere
- Alla memoria dello storico Filippo Villani eletto segretario del Comune di Perugia, Roma, Tipografia Salviucci, 1842
- Alla memoria di Domenico Secondi, Minor Conventuali, Arcivescovo di Bostra, Roma, Tipografia Salviucci, 1842
- Elogio funebre di Monsignor Giacomo Baglioni Oddi uditore della S. Rota: per le esequie solenni celebrate in Perugia, nella chiesa del RR. PP. Agostiniani, Roma, Tipografia Salviucci, 1845
- Alla memoria del parroco Vincenzo Giammaroni, discorso letto nel giorno delle esequie celebrate il 2 settembre 1845 nella chiesa di S. Lucia, Roma, Tipografia Salviucci, 1845
- Omaggio di pubblica ammirazione e gratitudine all'esimio sacro oratore Padre Alessandro Gavazzi Barnabita, Roma, Tipografia Salviucci, 1845
- La Trasimenide di Matteo Dell'Isola con volgarizzamento e note per opera dell'ab. Raffaele Marchesi, Roma, Tipografia Vincenzo Bartelli, 1846
- Parole per la premiazione degli artigianelli alunni delle scuole notturne di Perugia, Roma, Tipografia Vincenzo Bartelli, 1847
- Un rendiconto, Roma, Tipografia Vincenzo Bartelli, 1848
- I militi della Quarta Compagnia del Primo Battaglione della Civica Perugina al loro capitano sig. Pasquale Ticchioni il giorno delle sue sposalizie con la signora Emilia Pucci, Roma, Tipografia Vincenzo Bartelli, 1848
- In morte di P. M. Luigi Angelucci Agostiniano, Roma, Tipografia Vincenzo Bartelli, 1850
- Studi sopra i Libri della Repubblica di M. Tullio Cicerone, Prato, Tipografia Aldina, 1853
- Il Cambio di Perugia. Considerazioni storico - artistiche, Prato, Tipografia Alberghetti, 1854
- I lavori di architettura e pittura della chiesa del Carmine di Perugia, Perugia, Tipografia Vagnini, 1856
- Di una nuova casa di carità in Perugia, Perugia, Tipografia Vagnini, 1856
- I principali monumenti d'arte in Perugia, Perugia, Tipografia Vagnini, 1856
- I lavori di architettura e pittura della chiesa del Carmine di Perugia compendiosamente descritti per l'auspicatissima venuta di Pio IX Pont. Ott. Mass., Perugia, Tipografia Santucci, 1857
- Album monumentale del viaggio di Pio IX Pont. Mas. nella Provincia di Perugia, Perugia, Tipografia Bartelli, 1857
- Del saggio dato il 5 novembre 1857 dagli alunni dell'Istituto Agrario Bianchi in Perugia, Perugia, Tipografia Vagnini, 1857
- Il Cambio di Perugia ovvero i monumenti di arte che appartengono a questo Collegio pubblicati in fotografia con illustrazioni dell'Ab. Raffaele Marchesi voltate in francese dal Conte Averardo Montesperelli, Perugia, Tipografia Bartelli, 1859
- Dell'eccellenza della Scuola Perugina in Pittura, Perugia, Tipografia Bartelli, 1860
- Necrologia di Giuseppina de' Conti Ansidei in Coppa, Perugia, Tipografia Bartelli, 1860
- Regolamento per le Scuole notturne in Perugia, Perugia, Tipografia Santucci e Bartelli, 1861
- Parole nella premiazione ai giovani allievi delle scuole notturne di Perugia, Perugia, Tipografia Vincenzo Bartelli, 1861
- Crestomazia latina ad uso dei Licei in Italia, vol. 1, Prato, Tipografia Aldina, 1866
- Angelo Pandolfini. Ammonimenti a fanciulla che va a marito, Perugia, Tipografia Vincenzo Santucci, 1869
- Alla memoria del Barone Pompeo Danzetta perugino. Tributo d'onore, Perugia, Tipografia Santucci, 1870
- In morte del conte Alessandro Baldeschi Eugeni patrizio perugino Gran Croce dell'Ordine Piano, Perugia, Tipografia G. Boncompagni e Comp., 1870